# Despierta América
¡Despierta América! es un programa matutino estadounidense de habla hispana de la cadena Univision, transmitido desde 1997, homenajeado por Premios TVyNovelas en 2013.

## Contenido
¡Despierta América! es conocido por acuñar la frase «Échate Pa' Acá», que es un segmento sobre noticias y chismes sobre artistas latinos, el cual era conducido por Ana María Canseco.
En un principio, Jackie Guerrido presentaba el informe del clima de todo el país durante cada episodio, después que ella dejó el programa definitivamente alguno de los anfitriones haría el segmento (sobre todo Raúl González, quien hacía actualizaciones del clima al estilo musical de reguetón por algún tiempo). Después de su salida, Ana Patricia González fue la encargada de dicha sección hasta su salida en 2019. Actualmente, Jessica Rodríguez es la encargada de dicha sección.
Tras la salida de Neida Sandoval del programa en junio de 2011, no queda casi ninguno de los anfitriones originales de ¡Despierta América!, a excepción de Raúl González. Fernando Arau dejó el programa el 2 de marzo de 2009, y celebró su despedida con una banda de mariachis. Ana María Canseco salió en 2010, y apareció por última vez el 2 de octubre de ese mismo año. Giselle Blondet y el corresponsal de noticias Rubén Carrillo lo dejaron en 2005 para dedicarse a otros proyectos, y Rafael José se retiró en 2000, pero volvería eventualmente como anfitrión invitado.
¡Despierta América! también ha tenido varios invitados especiales tales como Sherlyn, María Elisa Camargo, Adrián Uribe, entre muchos otros más, por nombrar algunos de los más recientes.
¡Despierta America! ofrece el segmento "Revoltillo Digital", conducido por Jessica Rodríguez, que ofrece noticias de los artistas en las redes sociales.
El programa es transmitido en vivo a las regiones Este y Centro de los Estados Unidos desde los estudios principales de Univisíon en Miami, Florida y diferido a las regiones Pacífico y Hawaii .

## Presentadores actuales
- Raúl González (2001–2014, desde 2019)
- Karla Martínez (desde 2006)
- Alan Tacher (desde 2012)
- Francisca Lachapel (desde 2015)
- Satcha Pretto (desde 2011) — Noticias
- Jessica Rodríguez (desde 2018) – Noticias del clima
- Jomari Goyso (desde 2021)
- Astrid Rivera (desde 2022)

### Otros presentadores y reporteros
- Giselle Blondet (1997–2005)
- Rafael José (1997–2001, 2011)
- Jackie Guerrido (1997–2008)
- Fernando Arau (1997–2009)
- Ana María Canseco (1997–2010)
- Neida Sandoval (1997–2010)
- Félix de Bedout (2011–2012)
- Poncho de Anda (2010–2012)
- Chiquinquirá Delgado (2011–2012)
- Ximena Córdoba (2013–2015)
- Alejandro Chabán (2015-2016)
- Carlos Calderón (2013-2023)
- Johnny Lozada (2012-2017)
- William Valdés (2014-2017)
- Ana Patricia González (2011-2019)
- Carolina Ramírez (2015-2022)
- Marc Leirado (2022-presente)

## Mascotas
En el programa se tiene por costumbre tener una mascota canina prácticamente desde que comenzó el programa y que comúnmente tiene participación diaria en el show. 
- Cosita: Fue la primera con una participación de 10 años, y que su propietaria la retiró cuando tuvo cachorros.
- Chispita: Hija de Cosita, fue retirada después de que adoptaron a Honey Berry.
- Honey Berry: Encontrada en la calle según declaraciones de su dueña, fue retirada para hacer compañía a la hija de esta.
- Tobi: Es la cuarta y actual mascota además de ser el primer varón.

## Premios y nominaciones
| Año  | Premio             | Categoría          | Recipiente            | Resultado |
| ---- | ------------------ | ------------------ | --------------------- | --------- |
| 2013 | Premios TVyNovelas | Mejor Presentador  | Alan Tacher           | Nominado  |
| 2013 | Premios TVyNovelas | Mejor Presentador  | Johnny Lozada         | Ganador   |
| 2013 | Premios TVyNovelas | Mejor Presentadora | Ana Patricia González | Nominada  |
| 2013 | Premios TVyNovelas | Mejor Presentadora | Karla Martínez        | Nominada  |
| 2013 | Premios TVyNovelas | Mejor Show         | Despierta América     | Ganador   |